# Třída Adventure
Třída Adventure byla třída lehkých křižníků Royal Navy. Celkem byly postaveny dvě jednotky této třídy. Ve službě byly v letech 1905–1920. Účastnily se první světové války. Jednalo se o menší lodi označované jako Scouts (předzvědný křižník). Měly sloužit jako vůdčí lodi torpédoborců, jejichž novým typům však již nestačily rychlostí.

## Stavba
Britská admiralita objednala stavbu osmi malých průzkumných křižníků, které měly v boji podporovat britské torpédoborce. Zakázka byla rozdělena mezi čtyři loděnice, takže vznikly čtyři třídy křižníků po dvou jednotkách. Jednalo se o třídy Adventure, Forward, Pathfinder a Sentinel. Dvě jednotky třídy Adventure postavila v letech 1904–1905 loděnice Armstrong Whitworth v Elswicku.
Jednotky třídy Adventure:
| Jméno                    | Loděnice                     | Založení kýlu | Spuštěna           | Vstup do služby | Poznámka              |
| ------------------------ | ---------------------------- | ------------- | ------------------ | --------------- | --------------------- |
| Adventure (ex Eddystone) | Armstrong Whitworth, Elswick | 7. ledna 1904 | 8. září 1904       | říjen 1905      | Prodán do šrotu 1920. |
| Attentive                | Armstrong Whitworth, Elswick | 8. ledna 1904 | 24. listopadu 1904 | říjen 1905      | Prodán do šrotu 1920. |

## Konstrukce

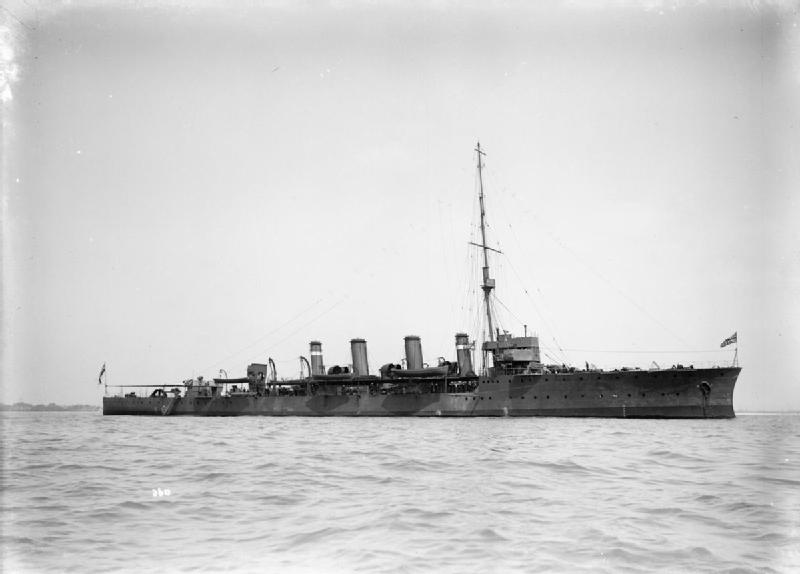
HMS Attentive

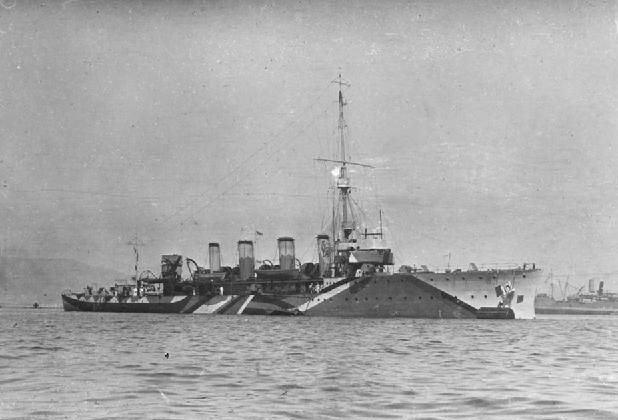
Adventure

Křižníky chránilo lehké pancéřování, které tvořila 51mm paluba a 76mm velitelská věž. Po dokončení nesly deset 76mm kanónů, osm 47mm kanónů a dva 457mm torpédomety. Pohonný systém tvořilo dvanáct kotlů Yarrow a dva parní stroje s trojnásobnou expanzí o výkonu 16 000 ihp, pohánějící dva lodní šrouby. Nejvyšší rychlost dosahovala 25 uzlů. Dosah byl 3000 námořních mil.

### Modifikace
Křižníky byly po dokončení kritizovány kvůli příliš slabé výzbroji. Nejprve byla jejich hlavní výzbroj posílena o dva 76mm kanóny a všechny 47mm kanóny nahradilo šest kusů ráže 57 mm. V letech 1911–1912 byla instalována nová výzbroj devíti silnějších 102mm kanónů.
Křižník Attentive na konci první světové války nesl ještě silnější výzbroj dvou 152mm kanónů, šesti 102mm kanónů a jednoho protiletadlového 76mm kanónu. Jeho torpédomety byly odstraněny.

## Osudy
Obě lodi byly v aktivní službě v době první světové války. Na jejím počátku byly součástí hlídkových sil kontradmirála George A. Ballarda. Adventure a Attentive byly součástí 6. flotily torpédoborců. Attentive byl 7. září 1915 lehce poškozen německým leteckým útokem. Obě lodi válku přečkaly a byly roku 1920 vyřazeny.